# Puszcza Pilicka
Puszcza Pilicka nazywana też Lasami Spalskimi – były to niegdyś lasy biskupie, potem rządowe. W Królestwie Polskim przekazane częściowo do Księstwa łowickiego, w \1888 r. stały się własnością dworu carskiego. Urządzano tu reprezentacyjne polowania. W okresie międzywojennym były reprezentacyjnym lasem łowieckim rządu polskiego.
Powierzchnia ok. 52 000 ha. Należy do Nadleśnictwa w Smardzewicach, Spale, Piotrkowie Trybunalskim, Brzezinach (część) i Opocznie (część).